# Pat McCarran

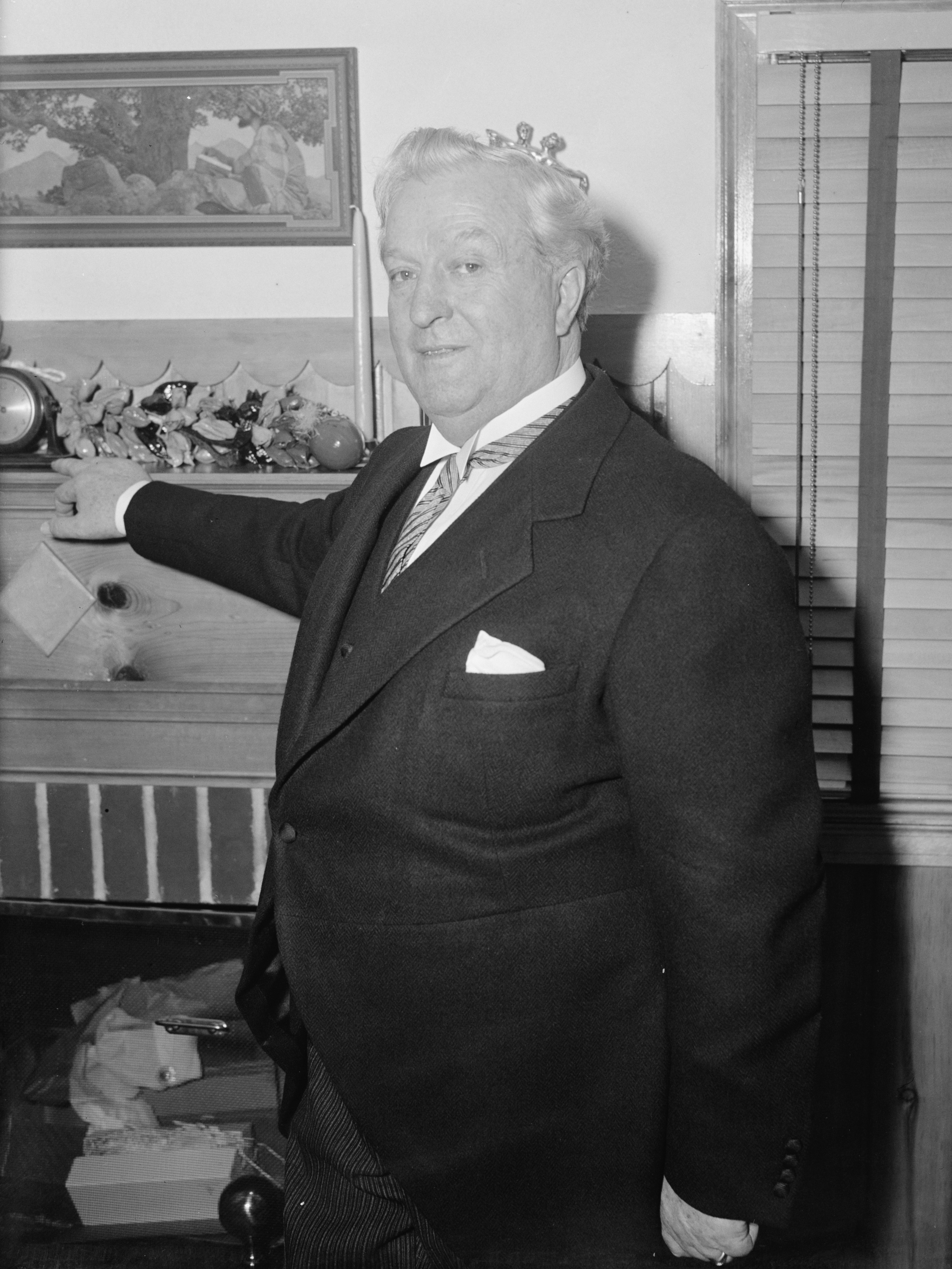
Pat McCarran en 1939.

Patrick Anthony McCarran (8 de agosto de 1876 - 28 de septiembre de 1954) fue un granjero, abogado, juez y político demócrata estadounidense que representó a Nevada en el Senado de los Estados Unidos desde 1933 hasta 1954.

## Biografía
McCarran nació en Reno, Nevada, asistió a la Universidad Estatal de Nevada (ahora la Universidad de Nevada, Reno) y fue agricultor y ganadero. En 1902, ganó las elecciones a la Asamblea de Nevada, pero dejó el cargo en 1905 después de una campaña infructuosa para el Senado del Estado. Estudió derecho de forma privada y fue admitido en el colegio de abogados en 1905, luego ganó las elecciones como fiscal de distrito del condado de Nye. Cumplió un mandato de dos años, tras el cual regresó a Reno. De 1913 a 1919, McCarran fue juez de la Corte Suprema de Nevada y fue su presidente de 1917 a 1919. Su apoyo a la industria de la aviación era bien conocido lo que le valió que el aeropuerto de las Vegas llevara su nombre (en la actualidad Aeropuerto Internacional Harry Reid).
En 1932 se convirtió en el primer senador estadounidense del estado nacido en Nevada; fue reelegido tres veces y sirvió desde 1933 hasta su muerte. En su carrera en el Senado, McCarran fue presidente de los comités del Distrito de Columbia, del Poder Judicial y de Cooperación Económica Exterior Conjunta. Como senador, McCarran es recordado como uno de los pocos demócratas que rechazó el Segundo New Deal. Patrocinó la Ley de Aeronáutica Civil de 1938 y propuso el establecimiento de la Fuerza Aérea de los Estados Unidos. McCarran también fue un anticomunista hasta el punto de apoyar a algunos líderes fascistas (incluido Francisco Franco) para limitar la expansión internacional del comunismo. Patrocinó la Ley de Seguridad Interna McCarran, que restringe las actividades políticas de quienes apoyan la «dictadura totalitaria» en Estados Unidos. Otra legislación importante patrocinada por McCarran incluye la Ley de Inmigración y Nacionalidad de 1952, a veces denominada Ley McCarran-Walter, y la Ley McCarran-Ferguson, una ley histórica que exime a la industria de seguros de la regulación federal, y la Ley de Procedimiento Administrativo de 1946, que McCarran la describió como «una Declaración de Derechos para los cientos de miles de estadounidenses cuyos asuntos están controlados o regulados» por agencias federales.
La carrera de McCarran en el Senado estuvo marcada negativamente por su antisemitismo y su conflicto con la administración de Franklin D. Roosevelt por el New Deal y por la cooperación con la Unión Soviética en la Segunda Guerra Mundial.